# Юрков, Анатолий Петрович
Анатолий Петрович Юрков (4 марта 1935 — 2 ноября 2024) — советский и российский журналист, писатель, главный редактор «Российской газеты» с 1995 по 2000 год, заслуженный журналист Российской Федерации.

## Биография
Анатолий Юрков родился 4 марта 1935 года в деревне Никольский Бычок Пронского района Рязанской области.
В 1951 году окончил семилетнюю школу. С 1951 по 1955 год работал учеником токаря, токарем, слесарем-испытателем, художником-оформителем на Кунцевском механическом заводе, окончил школу рабочей молодёжи. С 1955 по 1958 год служил в рядах Вооружённых сил СССР.
В 1958 году, после демобилизации из армии, работал в ступинской районной газете «Заря коммунизма» корректором. С 1959 по 1962 год был первым секретарём Ступинского городского комитета комсомола. В 1962 году вернулся работать в районную газету. Окончил факультет журналистики МГУ имени Ломоносова.
В 1963 году начал печататься в «Комсомольской правде». С 1963 по 1975 год работал в газете «Комсомольская правда» занимал должности литературного сотрудника, заместителя редактора рабочего отдела, члена редколлегии, первого заместителя ответственного секретаря и редактора рабочего отдела.
С 1975 по 1988 год работал в газете ЦК КПСС «Социалистическая индустрия» редактором отделов науки и технического прогресса, партийной жизни, ответственным секретарём, членом редколлегии.
С 1988 по 1989 год был первым заместителем главного редактора в газете «Труд». С 1989 по 1995 год работал главным редактором газеты «Рабочая трибуна».
С 1995 по 2001 годы был главным редактором газеты Правительства РФ «Российская газета».
В 2000 году в Костромской области сгорела небольшая сельская школа. В ответ на это событие Анатолий Юрков опубликовал на первой полосе заголовок «Сгорела школа» и инициировал сбор средств на её восстановление. Благодаря поддержке читателей деньги были собраны, и школа была построена заново. Позже из школы пришло письмо с благодарностью, адресованное Юркову.
После выхода на пенсию продолжил свою деятельность в качестве обозревателя при главном редакторе «Российская газета», написал несколько книг.
Скончался 2 ноября 2024 года на 90-м году жизни.

## Защита озера Байкал
11 августа 1970 года в «Комсомольской правде» вышла статья Анатолия Юркова под названием «У Байкала» с неприметным подзаголовком «Проверяем выполнение постановления Совета Министров СССР „О мерах по сохранению и рациональному использованию природных комплексов бассейна озера Байкал“» от 21 января 1969 года». Этот материал в защиту озера раскрывал реальный риск его загрязнения промышленными стоками Байкальского целлюлозно-бумажного комбината.
Ещё до публикации статьи Юркова разразился скандал: «Комсомолка» вступила в полемику с академиком Николаем Жаворонковым, который утверждал, что проект экологически безопасен. Секретарь ЦК КПСС Петр Демичев даже обвинил редакцию газеты и её главного редактора Бориса Панкина в действиях, близких к вредительству. Тем не менее, после скандала было принято упомянутое постановление о рациональном использовании ресурсов озера. Юрков, исследуя его исполнение, нашел документы, подтверждающие фиктивность всех этих мер. Совет министров тогда выделил средства на строительство очистных сооружений, а тема защиты Байкала стала одной из ключевых в газете на долгие годы.
После выхода статьи в 1970 году Анатолий Юрков много времени посвятил работе над «байкальской темой». В его статьях сочетаются строгие экономические расчёты, научные данные, мнения независимых экспертов и захватывающие исторические справки. Его многочисленные очерки со временем сложились в целую книгу, предварившую недавно вышедшее издание «Три покушения на Байкал» в издательстве «Российская газета». Эта работа посвящена священности воды, которая дала начало всей жизни на Земле и поддерживает её существование. Особое внимание уделено Байкалу — символу водного ресурса планеты. «Три покушения на Байкал» — это полноценная книга, созданная с большой страстью и энергией. Работая над ней, Анатолий Юрков использовал огромный массив материалов, включая собственные журналистские исследования, опубликованные в «Российской газете», а также опыт, знания и переживания своих коллег и единомышленников из различных областей: науки, экономики, экологии и искусства.

## Награды и звания
Анатолий Юрков неоднократно был награждён государственными и профессиональными наградами.
- Орден «Знак Почёта»
- Орден Дружбы народов
- Три золотые медали ВДНХ
- Заслуженный работник культуры РСФСР
- Заслуженный журналист Российской Федерации
- Почётный знак Союза журналистов РФ «Честь. Достоинство. Профессионализм»
- Премия «Золотое перо России»